# Anonchus mangrovi
Anonchus mangrovi är en rundmaskart som beskrevs av Gerlach 1957. Anonchus mangrovi ingår i släktet Anonchus och familjen Leptolaimidae. Inga underarter finns listade i Catalogue of Life.